# La Planée
La Planée ist eine französische Gemeinde mit 325 Einwohnern (Stand: 1. Januar 2022) im Département Doubs in der Region Bourgogne-Franche-Comté.

## Geographie
La Planée liegt auf 952 m über dem Meeresspiegel, etwa neun Kilometer südwestlich der Stadt Pontarlier (Luftlinie). Das Dorf erstreckt sich im Jura, im Haut-Doubs, in einer Längsmulde, die durch einen Höhenrücken vom östlich gelegenen Lac de Saint-Point getrennt ist, am Südfuß der Montagne du Laveron.
Die Fläche des 13,00 km² großen Gemeindegebiets umfasst einen Abschnitt des französischen Juras. Der südliche Teil des Gebietes wird von der rund zwei Kilometer breiten Längsmulde von Malpas eingenommen, die auf durchschnittlich 920 m liegt und gemäß der Streichrichtung des Faltenjuras in dieser Region in Richtung Südwest-Nordost orientiert ist. In geologisch-tektonischer Hinsicht bildet sie eine Synklinale. Entwässert wird das Gebiet durch einen kurzen Seitenbach nach Nordosten zum Doubs, während der südwestliche Teil im Einzugsgebiet des Drugeon liegt. Nach Nordwesten erstreckt sich das Gemeindeareal über einen sanft ansteigenden Hang auf den angrenzenden, überwiegend bewaldeten breiten Höhenrücken der Antiklinale der Montagne du Laveron. Hier wird auf der Kuppe des Bois de Chôle mit 1112 m die höchste Erhebung von La Planée erreicht.
Nachbargemeinden von La Planée sind La Rivière-Drugeon, Sainte-Colombe und Granges-Narboz im Norden, Oye-et-Pallet im Osten, Malpas und Vaux-et-Chantegrue im Süden sowie Bouverans im Westen.

## Geschichte
Erstmals urkundlich erwähnt wird La Planée im Jahr 1246 im Rahmen eines Konfliktes zwischen den Herren von Joux und Jean de Chalon. Bis 1531 gehörte La Planée zur Herrschaft von Pontarlier. Zusammen mit der Franche-Comté gelangte das Dorf mit dem Frieden von Nimwegen 1678 an Frankreich. Heute ist La Planée Mitglied des Gemeindeverbandes Lacs et Montagnes du Haut-Doubs.

## Sehenswürdigkeiten
- Die Himmelfahrts-Kirche (Église de l’Assomption) in La Planée geht ursprünglich auf das 11. Jahrhundert zurück, wurde aber im 18. Jahrhundert weitgehend neu erbaut.
- Das steinerne Wegkreuz wurde 1604 errichtet.[1]

## Bevölkerung
| Jahr                       | 1962 | 1968 | 1975 | 1982 | 1990 | 1999 | 2006 | 2016 |
| Einwohner                  | 184  | 167  | 133  | 154  | 167  | 200  | 225  | 279  |
| Quellen: Cassini und INSEE |      |      |      |      |      |      |      |      |

Mit 325 Einwohnern (1. Januar 2022) gehört La Planée zu den kleinen Gemeinden des Départements Doubs. Nachdem die Einwohnerzahl in der ersten Hälfte des 20. Jahrhunderts deutlich abgenommen hatte (1886 wurden noch 322 Personen gezählt), wurde seit Mitte der 1970er Jahre wieder ein Bevölkerungswachstum verzeichnet.

## Wirtschaft und Infrastruktur
La Planée war bis weit ins 20. Jahrhundert hinein ein vorwiegend durch die Landwirtschaft, insbesondere Milchwirtschaft und Viehzucht, sowie durch die Forstwirtschaft geprägtes Dorf. Daneben gibt es heute einige Betriebe des lokalen Kleingewerbes, unter anderem eine Sägerei. Mittlerweile hat sich das Dorf auch zu einer Wohngemeinde gewandelt. Viele Erwerbstätige sind Wegpendler, die in den größeren Ortschaften der Umgebung ihrer Arbeit nachgehen.
Die Ortschaft liegt abseits der größeren Durchgangsstraßen. Lokale Straßenverbindungen bestehen mit Bulle, Vaux-et-Chantegrue, Malpas und Oye-et-Pallet.